# دابنارتي

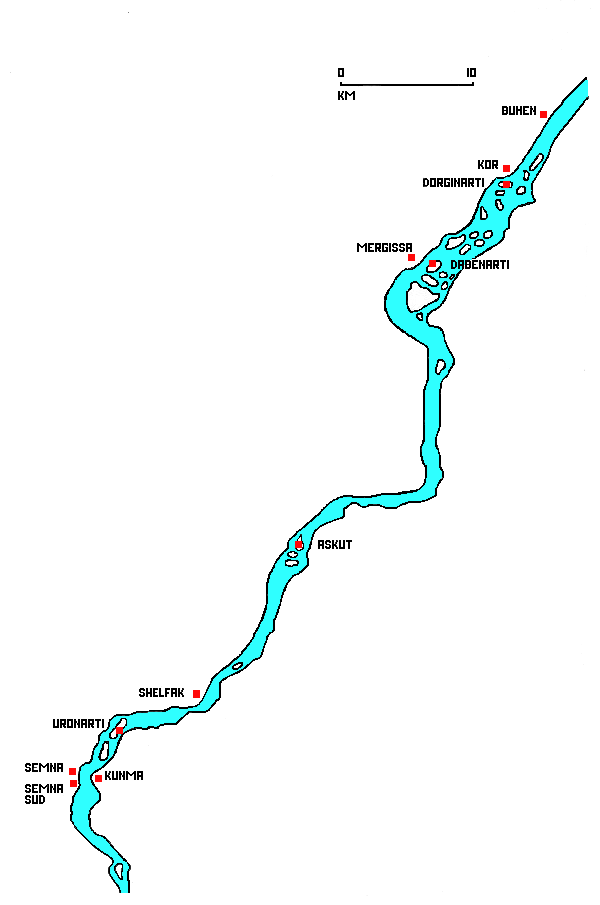
موقع جزيرة دابنارتي على طول نهر النيل عند قمة الشلال الثاني

دابنارتي هي جزيرة في السودان، تقع في وسط النيل بالقرب من الشلال الثاني. القلعة هي قريبة من قلعة ميرجيسا التي تبعد عنها قرابة 900 متر (3000 قدم) من جدارها الشرقي. اكتشف آثار الجزيرة وقلعتها سومرز كلارك في عام 1916.
يوجد في الجزيرة قلعة ترجع إلى الفترة المصرية النوبية بدأ بنائها في عهد سنوسرت الأول حوالي عام 1900 قبل الميلاد واكتملت في عهد سنوسرت الثالث. بعد انهيار القوة المصرية في نهاية الدولة الوسطى تركت القلعة في حوالي عام 1700 قبل الميلاد.